# Büvetta Tarasp

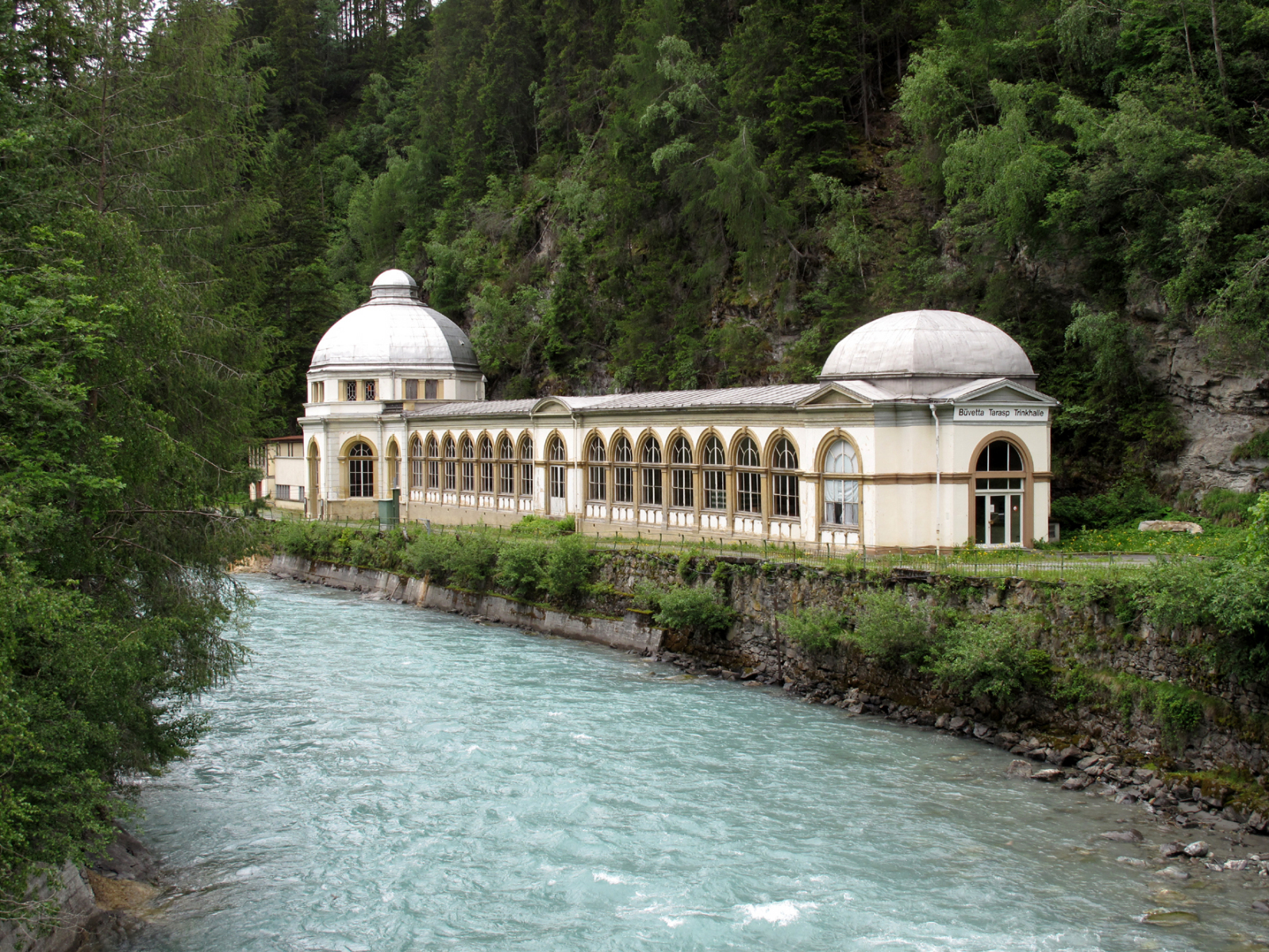
Nordfassade

Die Trinkhalle Büvetta Tarasp in Nairs am Inn ist ein Kulturdenkmal in der Unterengadiner Gemeinde Scuol in der Schweiz.

## Geschichte & Architektur

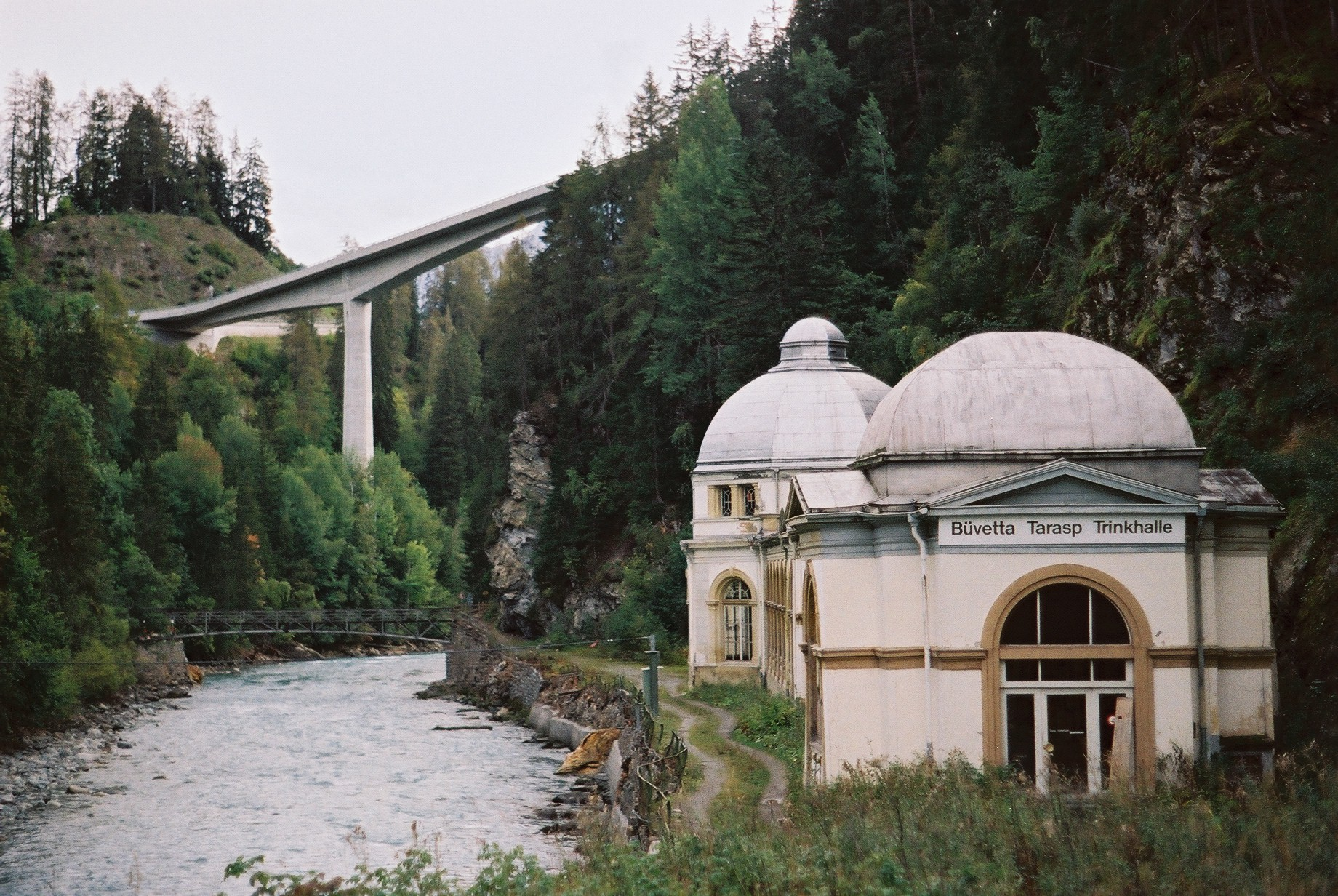
Westansicht

Mit dem Bau des Kurhauses Tarasp (dem heutigen Hotel Scuol Palace) von Architekt Felix Wilhelm Kubly im Jahr 1864 wuchs der Zustrom zahlungskräftiger Gäste. Das Heilwasser wurde in die Badeanlagen des Kurhauses gepumpt. Nach diesem Erfolg folgte der Bau einer repräsentativen Trinkhalle. Von 1874 bis 1876 wurde die Trinkhalle der Glaubersalzquellen nach Plänen von Bernhard Simon errichtet. Es handelt sich um eine langgestreckte Wandelhalle mit bergseitig angeordneten Verkaufsläden, grossen Bogenfenstern zum Inn und einer oktogonalen Rotunde für die drei Quellen Bonifacius, Emerita und Lucius. 
Im Jahr 1963 verwandelten die Churer Architekten Rico Manz und Konstantin Harter die Trinkhalle mit ihrem reich profilierten Arventäfer in einen Raum «ohne historistischen Schnickschnack». Für die Wandelhalle entwarf 2015 Architekt Men Duri Arquint eine Lichtinstallation als Mahnlicht, bis die ersten Sanierungsarbeiten beginnen würden. Der Bünder Architekt verwandelte die unter Schutz stehende Trinkhalle in ein «smaragdgrün-türkisfarbenes Juwel».
Die Büvetta ist zusammen mit dem Kurhaus Tarasp von Felix Wilhelm Kubly, der Villa Victoria und dem ehemaligen Badehaus ein Teil des Ensemble Nairs.

## Kulturdenkmal
Die Trinkhalle ist ein Kulturdenkmal der Kategorie A und ist in der Liste der Kulturgüter in Scuol eingetragen. Der Verein Pro Büvetta Tarasp setzt sich für den Erhalt, den Schutz und eine neue Nutzung der Büvetta Tarasp und deren Umgebung ein. 

## Filmografie
- Büvetta Tarasp (Vergesseni Prunkstück - Teil 4/4) auf YouTube
- Lost Places Büvetta Trinkhalle im Engadin Video auf YouTube